# Hoàng Đăng Quang
Hoàng Đăng Quang (sinh ngày 15 tháng 8 năm 1961 tại xã Quảng Minh, thị xã Ba Đồn, tỉnh Quảng Bình) là một chính trị gia người Việt Nam. Trong Đảng Cộng sản Việt Nam, ông hiện giữ chức Ủy viên Ban Chấp hành Trung ương Đảng Cộng sản Việt Nam khóa XIII, Phó Trưởng Ban Thường trực Ban Tổ chức Trung ương Đảng Cộng sản Việt Nam, nguyên Bí thư Tỉnh ủy Tỉnh Quảng Bình nhiệm kì 2015-2020.
Ông nguyên là Chủ tịch Hội đồng nhân dân tỉnh Quảng Bình khóa XVII nhiệm kì 2016-2021. Ông từng là đại biểu Quốc hội Việt Nam khóa XIII nhiệm kì 2011-2016, thuộc đoàn đại biểu Quảng Bình

## Sự nghiệp
Tháng 10 năm 2015 tại Đại hội Đại biểu Đảng bộ tỉnh Quảng Bình lần thứ XVI nhiệm kỳ 2015-2020 ông được bầu giữ chức Bí thư Tỉnh ủy. Ông có bằng Thạc sĩ Toán và Cử nhân Kinh tế. Ông từng giữ các chức vụ Bí thư Huyện ủy Quảng Trạch, Trưởng ban Tổ chức Tỉnh ủy, Phó Bí thư Thường trực Tỉnh ủy, Trưởng Đoàn đại biểu Quốc hội tỉnh Quảng Bình.
Ngày 26 tháng 01 năm 2016, Tại Đại hội đại biểu toàn quốc lần thứ XII của Đảng, ông được bầu làm Ủy viên Ban Chấp hành Trung ương Đảng Cộng sản Việt Nam khóa XII nhiệm kì 2016 – 2021.
Ngày 24 tháng 6 năm 2016, ông được bầu làm Chủ tịch Hội đồng nhân dân tỉnh Quảng Bình khóa XVII nhiệm kì 2016-2021 với 48/49 phiếu bầu.
Ngày 22 tháng 7 năm 2020, ông được Bộ Chính trị cho thôi tham gia Ban chấp hành, Ban Thường vụ, thôi giữ chức Bí thư Tỉnh ủy Quảng Bình (nhiệm kỳ 2015 - 2020). Đồng thời điều động, phân công giữ chức Phó Trưởng Ban Tổ chức Trung ương.
Ngày 30 tháng 01 năm 2021, tại Đại hội Đại biểu toàn quốc Đảng Cộng sản Việt Nam khóa XIII, ông được bầu làm Ủy viên chính thức Ban Chấp hành Trung ương Đảng Cộng sản Việt Nam khoá XIII nhiệm kì 2021– 2026.